# Hylton Jolliffe, 3. Baron Hylton
Hylton George Hylton Jolliffe, 3. Baron Hylton (* 10. November 1862; † 26. Mai 1945) war ein britischer Peer und Politiker der Conservative Party. Er war von 1895 bis 1899 Mitglied des Unterhauses (House of Commons) und von 1899 bis 1945 Mitglied des Oberhauses (House of Lords). Er war von 1915 bis 1918 zunächst Lord-in-Waiting sowie zwischen 1918 und 1924 Captain of the Yeomen of the Guard und in diesen Funktionen als Government Chief Whip auch Parlamentarischer Geschäftsführer der Regierungsfraktion im Oberhaus.

## Leben

### Familiäre Herkunft, Offizier, Diplomat und Unterhausabgeordneter
Hylton George Hylton Jolliffe war das zweite von drei Kindern und der einzige Sohn des Unterhausabgeordneten Hedworth Hylton Jolliffe (1829–1899), der 1876 den Titel als 2. Baron Hylton erbte und dadurch Mitglied des Oberhauses wurde, und dessen erster Ehefrau Lady Agnes Mary Georgiana Byng, Tochter des George Byng, 2. Earl of Strafford. Seine ältere Schwester Mabel Jolliffe verstarb 1861 bei ihrer Geburt, während seine jüngere Schwester Hon. Agatha Eleanor Augusta Jolliffe (1863–1938) mit Ailwyn Fellowes, 1. Baron Ailwyn verheiratet war, der unter anderem ebenfalls Unterhausabgeordneter und 1905 für kurze Zeit Landwirtschaftsminister war.
Jolliffe selbst diente nach dem Besuch des renommierten Eton College als Offizier im Kavallerieregiment North Somerset Yeomanry und wurde zuletzt zum Captain befördert. 1888 trat er in den diplomatischen Dienst des Außenministeriums (Foreign Office) und gehörte diesem bis 1895 an. Er wurde 1890 zum Dritten Sekretär (Third Secretary) sowie 1894 zum Zweiten Sekretär (Second Secretary) befördert. Während dieser Zeit absolvierte er zudem ein Studium am Oriel College der University of Oxford, welches er 1891 mit einem Master of Arts (M.A.) beendete. Bei der Unterhauswahl vom 13. Juli bis 7. August 1895 wurde er für die Conservative Party im Wahlkreis Wells zum Mitglied des Unterhauses (House of Commons) gewählt.

### Oberhausmitglied, Juniorminister, Ehe und Nachkommen
Am 31. Oktober 1899 schied Hylton Jolliffe aus dem Unterhaus aus, da der beim Tode seines Vaters dessen Adelstitel als 3. Baron Hylton erbte und dadurch auf Lebenszeit Mitglied des Oberhauses (House of Lords) wurde. Zugleich erbte er den nachgeordneten Titel als 3. Baronet, of Merstham. Er engagierte sich als Friedensrichter (Justice of the Peace) für Somerset und wurde 1908 Fellow der Society of Antiquaries of London (FSA).
Am 25. Mai 1915 wurde Baron Hylton Lord-in-Waiting in der zweiten Regierung Asquith und bekleidete dieses Amt vom 5. Dezember 1916 bis zum 18. Mai 1918 auch in der Regierung Lloyd George. Im Anschluss wurde er in der Regierung Lloyd George als Nachfolger von Charles Harbord, 6. Baron Suffield am 21. Mai 1918 Captain of the Yeomen of the Guard und bekleidete dieses Amt auch im Kabinett Bonar Law (23. Oktober 1922 bis 20. Mai 1923) sowie im Kabinett Baldwin I (22. Mai 1923 bis 23. Januar 1924). Zugleich war er von Dezember 1916 bis Januar 1924 auch Gemeinsamer Parlamentarischer Geschäftsführer (Joint Government Whip) der Regierungsfraktion im Oberhaus.
Hylton Jolliffe heiratete am 29. August 1896 Lady Alice Adeliza Hervey, eine Tochter von Frederick Hervey, 3. Marquess of Bristol und dessen Ehefrau Geraldine Georgiana Mary Anson. Aus dieser Ehe gingen zwei Töchter und zwei Söhne hervor. Die ältere Tochter Hon. Mary Lepel Jolliffe verstarb bereits 1912 als Fünfzehnjährige. Der ältere Sohn William George Hervey Jolliffe (1898–1967), erbte nach seinem Tode 1945 den Titel als 4. Baron Hylton und fungierte zwischen 1949 und seinem Tode 1967 als Lord Lieutenant von Somerset. Der jüngere Sohn Hon. Thomas Hedworth Jolliffe starb 1918 als Siebzehnjähriger. Die jüngere Tochter Hon. Elizabeth Alice Cecilia Jolliffe (* 1906; † nach 1947) war zwei Mal verheiratet, und zwar von 1928 bis zur Scheidung 1937 in erster Ehe mit Sir Edmond Joly de Lotbinière, einem Lieutenant-Colonel der Royal Engineers, sowie in zweiter Ehe von 1938 bis zur Scheidung 1947 mit Hilary Beecham Duke-Woolley, einem Wing Commander der Royal Air Force.